# 哈波諾-梅切特內
48°1′2″N 36°18′26″E / 48.01722°N 36.30722°E
哈波諾-梅切特内（烏克蘭語：Гапоно-Мечетне），是烏克蘭中部第聶伯羅彼得羅夫斯克州錫內利尼科韋區的村落，隸屬波克羅夫斯凱市鎮，處於沃夫恰河右岸，分別距離梅切特内0.5公里和波克羅夫斯凱3.5公里，距離扎波里日亞約100公里，始建於1925年，面積0.13平方公里，海拔高度127米，2001年人口2。